# Renault Kangoo

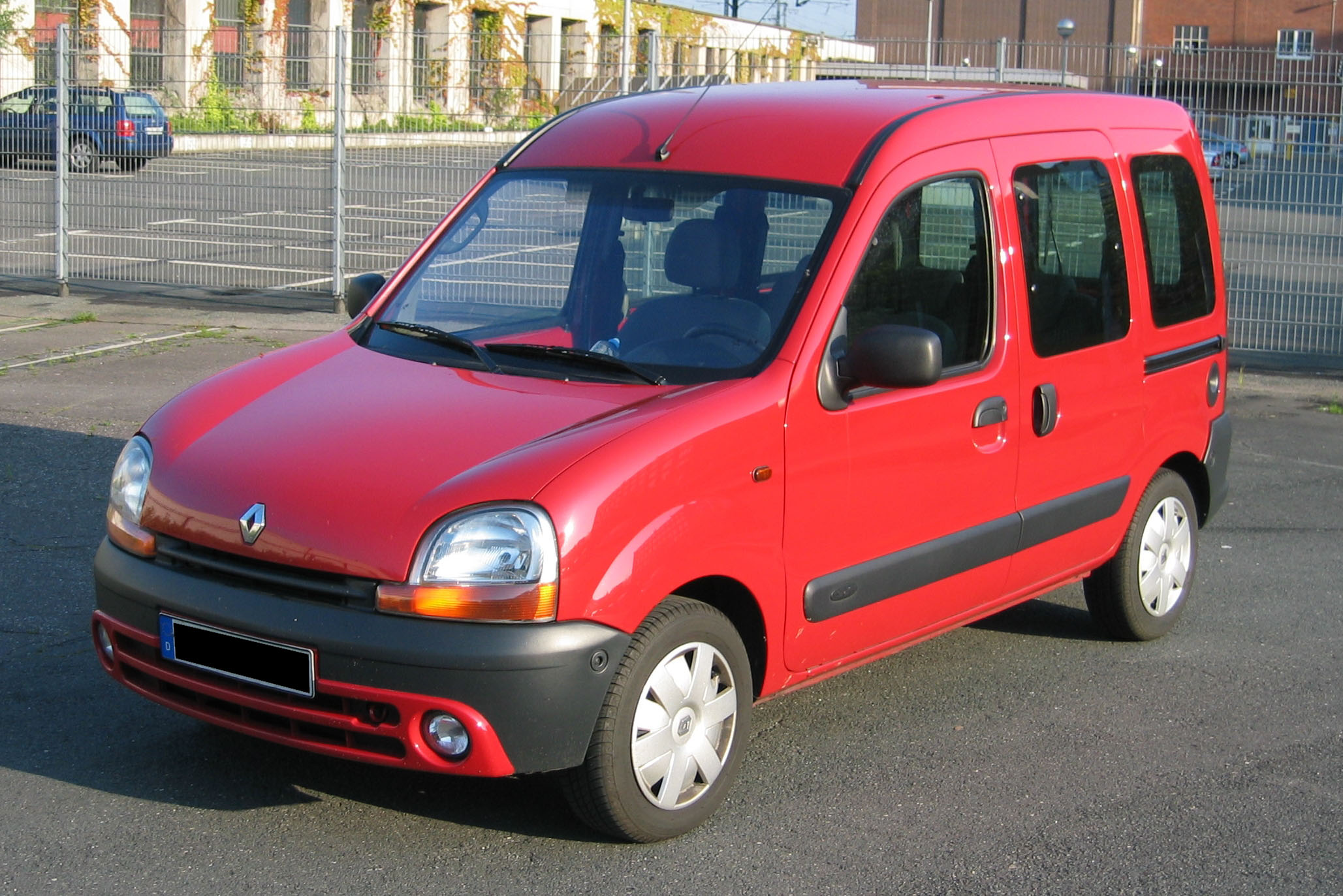
Renault Kangoo före ansiktslyftningen.

Renault Kangoo började tillverkas 1997 och ersatte då Renault Express; en mindre varutransportbil som härstammade från 1980-talet. Modellen finns både som regelrätt skåpbil och med baksäte (personbilsversion) och sedan 2004 säljs den även som pickup. En förlängd version finns också att tillgå, liksom en handikappanpassad variant och man kan välja om man vill ha baklucka eller två bakportar. 
Till en början hade personbilsversionen endast en bakre sidodörr, men i slutet av 1990-talet fick den två för ökad flexibilitet. Kangoo finns med både fram- och fyrhjulsdrift. År 2003 fick modellen en ansiktslyftning med bland annat nya strålkastarinsatser. Kangoo tillverkas både i Frankrike och Argentina och säljs även under namnet Nissan Kubistar med lättare modifieringar. I Sverige är modellen populär och Posten använder den i sin distribution i stor utsträckning efter att, i början av 2000-talet, ha bytt ut sin flotta av huvudsakligen Mitsubishi Space Runner. Huvudkonkurrenterna till Kangoo är Citroën Berlingo, Peugeot Partner och Fiat Dobló.